# Электропроигрывающее устройство
Электропроигрывающее устройство (ЭПУ) — законченный узел, представляющий собой совокупность механизмов и электрических цепей, необходимых для считывания информации с грампластинки. Будучи установленным в корпус с источником питания, ЭПУ превращается в электропроигрыватель. ЭПУ может также являться составной частью более сложных звукотехнических аппаратов: электрофонов, радиол и тому подобных.

## Состав

### Электродвигатель
В ЭПУ применяются асинхронные, коллекторные и вентильные электродвигатели.
ЭПУ с асинхронными электродвигателями переменного тока наиболее распространены в стационарной аппаратуре невысокого класса с сетевым питанием. В основном в ЭПУ применяются двухфазные электродвигатели мощностью порядка 15 Вт. На одну из обмоток двигателя напряжение питания подаётся непосредственно, на другую — через фазосдвигающий конденсатор. Напряжение питания большинства асинхронных электродвигателей, применяемых в ЭПУ, составляет 127 В. Поскольку обычно напряжение питания устройства, в состав которого входит ЭПУ, составляет 220 В, электродвигатель ЭПУ питается от отвода первичной обмотки силового трансформатора (автотрансформатор). Стабильность частоты вращения диска ЭПУ определяется стабильностью частоты вращения двигателя при изменении нагрузки и постоянством частоты электросети и может быть недостаточно высокой.
ЭПУ с коллекторными электродвигателями применяются в аппаратуре с сетевым, батарейным и универсальным питанием. Они отличаются экономичностью (потребляемая мощность — около 2 Вт). Для стабилизации частоты вращения электродвигатели таких ЭПУ снабжаются центробежными либо электронными регуляторами.
ЭПУ с вентильными электродвигателями применяются в аппаратуре с батарейным и универсальным питанием, а также в высококачественной аппаратуре с сетевым питанием.
Электродвигатель обязательно закрепляется на основании ЭПУ через амортизирующие устройства для снижения передачи вибраций на тонарм и головку звукоснимателя (смотри Микрофонный эффект).

### Механизм привода диска
Обеспечивает передачу вращения с электродвигателя на диск. Применяется, в основном, в ЭПУ с асинхронными и коллекторными электродвигателями, поскольку их валы вращаются с числом оборотов значительно большим, чем необходимо для привода диска, а крутящий момент, напротив, невелик.
По принципу действия бывает с фрикционным (обрезиненный ролик) и ременным (пассик)  приводом (см. en:Belt-drive turntable).
Механизм с обрезиненным роликом и ступенчатым валом двигателя применяется в ЭПУ невысокого класса, так как недостаточная точность изготовления ролика и его износ, а также передача вибрации двигателя через ролик на диск, отрицательно влияют на коэффициент детонации ЭПУ.
В подобном механизме привода диска может иметься переключаемый редуктор, позволяющий выбрать одну из двух, трёх или четырёх скоростей вращения в зависимости от типа проигрываемой грампластинки (чаще всего можно выбрать 33⅓, 45 или 78 об./мин., реже — 16⅔ и 8½ об./мин.). 
В ряде конструкций скорость вращения электродвигателя можно менять плавно в широких пределах при помощи аналогового или цифрового регулятора. 
В СССР после середины 1960-х годов поддержку скорости 78 об./мин., в основном, имели ЭПУ низших классов (второго и третьего); исключение составляли ЭПУ, устанавливавшиеся в электрофоны «Аккорд-001-стерео» и «Аллегро-002-стерео» и радиолы «Виктория-001-стерео» и «Виктория-003-стерео» ранних выпусков.
Прямой привод диска (Direct Drive, DD): см.  en:Direct-drive turntable, напр. Technics SL-1200 (1977—2002).
В большинстве подобных ЭПУ, с вентильными электродвигателями, механизм привода диска отсутствует, поскольку частота вращения такого электродвигателя обычно равна необходимой для вращения диска, и он расположен непосредственно на валу электродвигателя или является его составной частью.

### Диск
Представляет собой массивный (до нескольких килограммов) металлический диск, выполняющий роль маховика. Для снижения  коэффициента детонации в высококачественных ЭПУ его изготавливают с высокой точностью и тщательно балансируют. Для предотвращения повреждения обратной стороны пластинки поверх диска помещают мягкий диск (мат) из резины или пластмассы. Для визуального контроля и точной регулировки скорости вращения на торец диска могут быть нанесены метки, подсвечиваемые неоновой лампой, питаемой от сети переменного тока (см. стробоскоп).

### Тонарм
Представляет собой рычаг, к которому крепится головка звукоснимателя с иглой. Также содержит механизм поворота (или перемещения — в тангенциальных тонармах), а в высококачественных ЭПУ — механизм для плавной регулировки прижимной силы и компенсатор скатывающей силы.
В зависимости от типа ЭПУ головка может быть монофонической или стереофонической, пьезоэлектрической или магнитной. Магнитные головки, в свою очередь, делятся ещё на несколько типов: электромагнитные (с подвижным постоянным магнитом), магнитоэлектрические (с подвижной катушкой индуктивности), комбинированные. Головки, работающие на иных физических принципах (оптическом, ёмкостном), практически не используются. В большинстве ЭПУ применяются унифицированные головки, подключаемые через разъём, и поэтому не требующие пайки при замене.
Тонарм является полым, внутри него проходят экранированные кабели, по которым сигнал с головки поступает в другие узлы аппарата, в состав которого входит ЭПУ.

### Предусилитель-корректор
Если сигнал с пьезоэлектрической головки обладает амплитудой, достаточной для подачи в усилитель низкой частоты аппарата, в состав которого входит ЭПУ, то сигнал с головки магнитного типа необходимо предварительно усилить, а также скорректировать АЧХ. Для этого применяются предусилители-корректоры — обычно законченные экранированные блоки, входящие в состав ЭПУ.

### Вспомогательные механизмы
К ним относятся: микролифт (устройство для плавного опускания тонарма на пластинку при включении электродвигателя и подъёма при выключении, а в высококачественных моделях — также и отдельным рычагом); автостоп (устройство для ручного включения и отключения электродвигателя и автоматического его отключения при попадании тонарма в центр грампластинки по окончании воспроизведения); автовозврат (устройство для автоматического возврата тонарма в его исходное положение при срабатывании автостопа).
ЭПУ прикрепляется к корпусу устройства, в состав которого оно входит, через амортизирующие пружины. При транспортировке его обычно дополнительно закрепляют винтами.

## Унификация и система обозначений
ЭПУ советского производства унифицированы, а их обозначения — стандартизированы. В обозначение ЭПУ входят следующие элементы:
- арабские цифры 0, 1, 2, 3 либо римские I, II, III — класс ЭПУ;
- аббревиатура ЭПУ;
- номер модели, иногда также модификации;
- в обозначениях некоторых моделей — русская буква М (монофоническое ЭПУ), либо С (стереофоническое). В ЭПУ, выпускавшихся Рижским электромеханическим заводом (REMR) с 1977 года, монофонические модели не имели буквенного обозначения, а стереофонические выпускались в модификациях СП (трехскоростные с пьезокерамической головкой звукоснимателя) и СМ (двухскоростные с магнитной головкой звукоснимателя).

Пример обозначения: II-ЭПУ-62СП — ЭПУ второго класса, номер модели 62, стереофоническое, с пьезокерамической головкой звукоснимателя.
Благодаря унификации, ЭПУ одного и того же типа часто можно встретить в аппаратуре различных моделей и производителей, например, одно и то же ЭПУ типа III-ЭПУ-38М применяется в ламповом электрофоне «Юность-301», полупроводниковой радиоле «Сириус-315-пано» и другой аппаратуре. Допускалось использование ЭПУ на класс ниже, чем аппаратура, в которую оно устанавливается (например, II-ЭПУ-52С в электрофоне «Вега-101-стерео», I-ЭПУ-73С в электрофоне высшего класса «Аккорд-001-стерео»), и наоборот (в радиоле третьего класса «Вега-323-стерео» стояло ЭПУ второго класса).

## ЭПУ неунифицированной конструкции
К ним относят:
- ЭПУ полуавтоматического типа с установкой грампластинки через щель (например, ЭПУ электрофона «Рогнеда»[9]) либо с вертикальным рабочим положением пластинки (например, ЭПУ электрофона «Каравелла-203 стерео»[10];
- ЭПУ с автоматической сменой грампластинок (ЭПУ радиолы Д-11[11]), ЭПУ музыкальных автоматов;
- ЭПУ с электронным, в частности, сенсорным управлением, с автопоиском фонограмм и др.

## Техника безопасности
При работе с ЭПУ, использующими асинхронные электродвигатели, следует помнить, что они питаются опасным напряжением от источника, имеющего гальваническую связь с сетью. При работе с ЭПУ, использующими иные типы электродвигателей, следует также соблюдать осторожность, поскольку неизолированные цепи, использующие высокие напряжения, и/или имеющие гальваническую связь с сетью, могут иметься в аппарате, в состав которого входит ЭПУ.